# Bouçoães
Bouçoães is een plaats (freguesia) in de Portugese gemeente Valpaços en telt 541 inwoners (2001).